# Турн-и-Таксис, Фридрих Вильгельм
Фридрих Вильгельм Турн-и-Таксис (нем. Friedrich Wilhelm von Thurn und Taxis; 29 января 1805, Регенсбург — 7 сентября 1825, Дишинген, Штутгарт) — представитель династии Турн-и-Таксис, офицер прусской армии.

## Биография
Фридрих Вильгельм — седьмой ребёнок и второй сын князя Карла Александра Турн-и-Таксиса и Терезы Мекленбург-Стрелицкой, сестры королевы Пруссии Луизы. Крёстным отцом Фридриха Вильгельма стал король Пруссии Фридрих Вильгельм III. После смерти деда Карла Ансельма в 1805 году занимал второе место в очереди наследования княжеского титула. Вместе с братом Максимилианом Карлом Фридрих Вильгельм воспитывался в институте швейцарского педагога Филиппа фон Фелленберга в Хофвиле, а затем в звании лейтенанта поступил на службу в гвардейский полк прусской армии.
Фридрих Вильгельм умер в результате несчастного случая при падении с коня и был похоронен в княжеской усыпальнице дома Турн-и-Таксис в регенсбургском аббатстве Святого Эммерама.